# Mistrzostwa Oceanii w Judo 2004
20. Mistrzostwa Oceanii w judo odbywały się w dniach 17-18 kwietnia 2004 roku w Numei w Nowej Kaledonii. W tabeli medalowej tryumfowali zapaśnicy z Australii.

## Klasyfikacja medalowa
| Miejsce | Państwo           |    |    |    | Razem |
| ------- | ----------------- | -- | -- | -- | ----- |
| 1       | Australia         | 10 | 6  | 10 | 26    |
| 2       | Fidżi             | 3  | 3  | 3  | 9     |
| 3       | Nowa Kaledonia () | 2  | 2  | 4  | 8     |
| 4       | Nowa Zelandia     | 1  | 5  | 9  | 15    |
| Razem   | Razem             | 16 | 16 | 26 | 58    |

## Medaliści

### Mężczyźni
| Konkurencja: | Złoto:                    | Srebro:            | Brąz:                                  |
| −60 kg       | Cyril Chevalier           | Alister Leat       | Scott Fernandis Frankie Serrano        |
| −66 kg       | Heath Young               | Paul Dulac         | Ben Pilley Joshua Cook                 |
| −73 kg       | Abedias Trindade de Abreu | Andrew Collett     | Jonathan Berger Peter Broom            |
| −81 kg       | Morgan Endicott-Davies    | Tom Hill           | Priscus Fogagnolo Josateki Naulu       |
| −90 kg       | Daniel Kelly              | Gavin Kelly        | Ryan Dill-Russell Akuila Nagadru       |
| −100 kg      | Martin Kelly              | Nemani Takayawa    | Matt Celotti Andrew Pragnell           |
| ponad 100 kg | Semir Pepic               | Nacanieli Qerewaqa | Philippe Vautrin                       |
| Open         | Nemani Takayawa           | Fabrice Mathieu    | Jason Koster Abedias Trindade de Abreu |

### Kobiety
| Konkurencja:  | Złoto:            | Srebro:         | Brąz:                            |
| −48 kg        | Sonya Chervonsky  | Julia Serrano   | Helen Robertson Elodie Foeillet  |
| −52 kg        | Rochelle Stormont | Lisa Archbold   | Chelisa Chester Kelly Fong       |
| −57 kg        | Mária Pekli       | Carli Renzi     | Vicky Stormont Elina Nasaudrodro |
| −63 kg        | Carly Dixon       | Tamsin Rigold   | Belinda Giudice                  |
| −70 kg        | Catherine Arlove  | Stephanie Topp  | Janelle Shepherd Kate Stanbridge |
| −78 kg        | Sisilia Nasiga    | Rebecca Finlay  | Sophia Dennis                    |
| powyżej 78 kg | Jessica Malone    | Elenoa Korowaqa | ----                             |
| Open          | Sisilia Nasiga    | Joy Williams    | Tamsin Rigold                    |